# Kalinin K-7
O Kalinin K-7 ( russo:Калинин К-7,ucraniano:Калінін К-7) era uma aeronave experimental pesada projetada e testada na União Soviética no início dos anos 1930. Era de configuração incomum, com barras duplas e grandes vagens submersas que abrigavam trem de pouso fixo e torres de metralhadora. Na versão para passageiros, os assentos estavam dispostos dentro das asas de 2,3 metros de espessura.A estrutura foi soldada em aço cromo-molibdênio KhMA.O projeto original exigia seis motores no bordo de ataque da asa, mas quando o peso projetado projetado foi excedido, mais dois motores foram adicionados às bordas de fuga da asa, um à direita e um à esquerda no painel central de passageiros.Nemecek declara em seu livro que, a princípio, apenas mais um motor empurrador foi adicionado.

## Especificações do K-7
Dados de Shavrov 1985

### Características gerais
- Tripulação: máximo 11
- Capacidade: 120 passageiros em configuração civil
- Comprimento: 28 m
- Envergadura:  53 m
- Área da asa: 454 m²
- Peso vazio: 24,400 kg
- Peso carregado: 38,000 kg

### Desempenho
- Velocidade máxima: 225 km/h
- Teto de serviço: 4,000 m
- Carga alar: 84 kg/m²
- Força: 103 W/kg